# Terpsichore youngii
Terpsichore youngii är en stensöteväxtart som beskrevs av B. León och Alan Reid Smith. Terpsichore youngii ingår i släktet Terpsichore och familjen Polypodiaceae. Inga underarter finns listade.